# 2. hokejová liga SR 2012/2013
Sezóna 2012/2013 byla 20. ročníkem 2. slovenské hokejové ligy. Vítězem se stal tým MŠK Hviezda D. Kubín, který neuspěl v baráži o 1. hokejovou ligu. Z 1. ligy nikdo nesestoupil.

## Systém soutěže
Soutěž byla rozdělena do dvou skupin (západ a východ). Celkem se jich zúčastnilo 14 týmů po sedmi týmech. Ve všech skupinách se odehrálo 24 zápasů. Bodový systém v soutěži se nezměnil, za výhru se získalo tři body, za výhru v prodloužení získal klub dva body, za prohru v prodloužení jeden bod a za prohru nezískal klub žádný bod. První dva týmy z každé skupiny postoupili do finálové části o postup. Nejlepší tým postoupil do baráže o 1. ligu. Ze soutěže se nesestupovalo.

## Skupina západ

### Základní část
|  | Postupující o postup |

| Poř. | Tým                  | Z  | V  | VP | PP | P  | Skóre   | B  | +/− |
| ---- | -------------------- | -- | -- | -- | -- | -- | ------- | -- | --- |
| 1.   | HK 96 Nitra          | 24 | 18 | 2  | 0  | 4  | 121:84  | 58 | +37 |
| 2.   | HK Hamikovo          | 24 | 12 | 3  | 2  | 7  | 138:91  | 44 | +47 |
| 3.   | HK Iskra Partizánske | 24 | 12 | 3  | 0  | 9  | 137:114 | 42 | +23 |
| 4.   | MHK Dubnica          | 24 | 12 | 2  | 1  | 9  | 105:99  | 41 | +6  |
| 5.   | HK Brezno            | 24 | 7  | 1  | 4  | 12 | 100:117 | 27 | –17 |
| 6.   | HK Levice            | 24 | 4  | 2  | 0  | 18 | 101:124 | 24 | –23 |
| 7.   | HC Mikron N. Zámky   | 24 | 4  | 2  | 0  | 18 | 84:157  | 16 | –73 |

### Skupina východ
|  | Postupující o postup |

| Poř. | Tým                   | Z  | V  | VP | PP | P  | Skóre   | B  | +/− |
| ---- | --------------------- | -- | -- | -- | -- | -- | ------- | -- | --- |
| 1.   | MŠK Hviezda D. Kubín  | 24 | 17 | 1  | 2  | 4  | 118:71  | 55 | +47 |
| 2.   | MHk 32 L. Mikuláš "B" | 24 | 14 | 4  | 1  | 5  | 125:98  | 51 | +27 |
| 3.   | HKM Rimavská Sobota   | 24 | 15 | 1  | 0  | 8  | 122:79  | 47 | +43 |
| 4.   | MHK Humenné           | 24 | 12 | 2  | 0  | 10 | 130:113 | 40 | +17 |
| 5.   | HK Slovan Gelnica     | 24 | 6  | 0  | 5  | 13 | 85:125  | 23 | –40 |
| 6.   | MHK Blesky Detva      | 24 | 6  | 1  | 1  | 16 | 83:122  | 21 | –39 |
| 7.   | HK Sabinov            | 24 | 3  | 2  | 2  | 17 | 82:137  | 15 | –55 |

## O postup
- HK 96 Nitra – MŠK Hviezda D. Kubín 0:2 (2:3sn,0:4)

- Konečný stav série 2:0 na zápasy pro MŠK Hviezda D. Kubín, který tak postoupil do baráže o 1. ligu.